# Giuseppe Manzone

Giuseppe Manzone in una fotografia del 1973

Giuseppe Manzone (Asti, 17 giugno 1887 – Torino, 22 luglio 1983) è stato un pittore italiano.

## Biografia
I primi rudimenti pittorici li apprese presso lo studio del pittore Arri.

Nel 1901, si iscrive all'Accademia Albertina di Belle arti di Torino, allievo di Gaidano, Marchisio, Tavernier e Gaudina.
Nel 1907, con una borsa di studio del Municipio di Asti, si reca in soggiorno-studio a Firenze per studiare i maestri antichi.
Nel 1910 espone per la prima volta presso la mostra "Amici dell'arte" a Torino, riscuotendo un discreto successo.
Nel 1913, rientra definitivamente dal soggiorno fiorentino per ristabilirsi ad Asti e sposare Felicita Michelina Amerio, maestra elementare conosciuta nello studio di Arri.

Nel 1914, su invito di Felice Casorati, partecipa alla Biennale di Venezia. La partecipazioni di Manzone alla manifestazione veneziana sarà costante fino al 1940 dove gli venne assegnata un'intera parete espositiva.
Nel 1917, il quadro "verso l'esilio" (1917) venne acquistato dalla Galleria di Arte Moderna di Torino.
Nel 1926, ricevette la medaglia d'argento del Ministero della pubblica istruzione.

In questi anni, l'intensa attività pittorica di Manzone, lo vede esporre alle Quadriennali romane, alla Nazionale di Napoli, alle Nazionali e Quadriennali torinesi, alla Mostra Internazionale di Barcellona, all'Esposizione di Arte Sacra a Venezia.
Nel 1943 il figlio Riccardo, capitano di complemento nella divisione Julia, muore sul fronte russo.
Tra il 1952- 1956 partecipa alla VI e VII Quadriennale di Roma.
Nel 1964 gli viene assegnata la medaglia d'oro del Rotary club di Asti e nel 1965 la medaglia d'oro della Promotrice di Torino.
Dal 1970 ebbe una sua mostra permanente presso la galleria Fogliato.
Scompare nel 1983 all'età di 96 anni.

## I temi pittorici
Per anni Manzone si dedicò esclusivamente al ritratto, intervallando alcuni affreschi presso il Salone della Camera di Commercio e l'Ospedale di Asti.

Dopo questo primo periodo ritrattista, intorno al 1926, sposò a pieno la rappresentazione paesaggistica dell'astigiano.
Spesso sarà ospite presso la famiglia Garbarino a Nizza Monferrato, la nipote Gilda aveva infatti sposato Mario Garbarino, e alla cascina di San Michele si dedicherà a raffigurare le vigne e le colline con una stupenda interpretazione della vita contadina. Molti dei suoi quadri fanno parte della collezione Garbarino.
Le immagini pittoriche di Manzone,(il Monferrato, la Langa, i castelli, le case coloniche), raffigurano un paesaggio pieno di luce su cui si muovono personaggi di vita contadina.

Una pittura chiara fresca ed ariosa che rivela il profondo amore per la propria terra.
Luigi Carluccio lo considera il "virgiliano" cantore dell'astigiano.
Manzone non ha mai ceduto alle "sirene" delle nuove avanguardie pittoriche che hanno attraversato il Novecento.

Egli soleva dichiarare:

## Musei
Elenco di alcuni musei che espongono opere dell'artista:
- Torino,Galleria civica di arte moderna.
- Milano,Galleria civica di arte moderna.
- Roma, Galleria civica di arte moderna.
- Asti, Pinacoteca civica.
- Alessandria, Galleria civica di arte moderna.
- Casale Monferrato, Galleria civica di arte moderna.